# Knappkaktussläktet
Knappkaktussläktet (Epithelantha) är ett suckulent växtsläkte inom familjen kaktusväxter med två närstående arter. Arterna odlas ibland av amatörodlare i Sverige.

## Beskrivning
Epithelantha är dvärgväxande kaktusar som ibland förblir solitära, men kan få basala sidoskott och bli tuvbildande bestånd av små klot. Epithelantha betraktas ibland som en enda art, bestående av tre underarter eller alternativt tre olika arter. Släktet har en viss likhet med Mammillaria och har vårtliknande knölar som är tätt beklädda med vita taggar, som är spiralvis ordnade. Alla taggar utgår från samma nivå och överlappar i vissa fall närsittande vårtbildningar, vilket får det att bilda ett jämnt vitt täcket. Blommorna kommer vanligtvis i toppen av plantan och är vita, rosa eller blekt gula.

## Förekomst
Knappkaktussläktet kommer ursprungligen från norra Mexiko och sydvästra USA, nämare bestämt östra Arizona, New Mexico, västra Texas, Coahuila, San Luis Potosí och Nuevo León.

## Odling
Knappkaktussläktet bör planteras i mycket sandig, humusjord som är väldränerad, och placeras torrt och soligt. De är frostkänsliga, men bör placeras svalt under viloperioden under vinterhalvåret. De kan förökas med frö, som stickling genom sidoskott eller genom ympning.